# اونا (کمون)
اونا (به فرانسوی: Aunat) یک کمون در فرانسه است که در canton of Belcaire واقع شده‌است. اونا ۱۰٫۶۲ کیلومتر مربع مساحت دارد ۹۳۶ متر بالاتر از سطح دریا واقع شده‌است.